# アレン・アイバーソン
アレン・エザイル（イザイル）・アイバーソン（Allen Ezail Iverson, [ˈaɪvərsən]; 1975年6月7日 - ）は、アメリカ合衆国・バージニア州ハンプトン出身の元プロバスケットボール選手。公称183cmとNBA選手としては小柄であり、NBAドラフト1位指名選手、NBAシーズン得点王、シーズンMVP受賞者の中で最も身長の低い選手である。ニックネームは「A.I.」や「THE ANSWER」など。通算4度の得点王はマイケル・ジョーダン、ウィルト・チェンバレンに次ぐ歴代3位タイ。また、NBA史上最も偉大なボールハンドラーの1人である。
NBAではフィラデルフィア・76ers、デンバー・ナゲッツ、デトロイト・ピストンズ、メンフィス・グリズリーズの4チームで14シーズンに亘ってプレーした。11回のNBAオールスター選出の内、2001年と2005年にはNBAオールスターゲームMVPを受賞するほか、NBA得点王を4回獲得し、2001年にNBAシーズンMVPに輝いた。キャリア晩年の2011年にトルコのベシクタシュでキャリアを終えた後、Big3の初開催から3's Companyの選手兼任コーチとして復帰。
2008年、ESPNが選んだ偉大な歴代シューティングガードの5位に選ばれている。1位からマイケル・ジョーダン、コービー・ブライアント、ジェリー・ウェスト、ジョージ・ガービン、アイバーソンの順で、主にPER(プレーヤー効率評定)での順位付けであった。2014年3月には、76ers時代の背番号“3”が永久欠番となった。2016年にバスケットボール殿堂入りを果たし、2021年にはNBA75周年記念チームにも選ばれた。

## 生い立ち
1975年6月7日にアン・アイバーソンとアレン・ブロートンの間に生まれた。アレンという名前は父親の名前から取られた。生後しばらくは祖母の家で13人の同居人と共に暮らしていた。その後ブロートンは逮捕され、アン・アイバーソンは祖母の家を出てマイケル・フリーマンと結婚した。それから2人の妹が生まれたが、フリーマンはドラッグ所持容疑で捕まり、生活は水道や電気が止められ苦しい状況に陥った。
高校は地元バージニア州のベセル高校に入学。バスケットボールとアメリカンフットボールの2種目でバージニア州のスタープレーヤーとして名を馳せた。アメフトではクォーターバック、ディフェンスバック、パントリターナーとして活躍、高校2年のシーズンにタッチダウン34回（パスで14回、ランで15回、リターンで5回）をあげてチームを州チャンピオンに導き、その後はバスケに専念することを決め、こちらでもチームを州チャンピオンに導いた。この時、どちらの種目でも州のMVPに選出されている。

当時は全米中の大学からスカウトの話があり、卒業後は名門ケンタッキー大学への進学がほぼ決定していたが、ボウリング場で白人グループ対黒人グループの乱闘事件に巻き込まれて逮捕され、懲役15年（実刑5年、執行猶予10年）の有罪判決が下されたことで、進学の話は白紙となった。いずれも被害者は白人で、3名の被害者に対し当初は各20年合計60年の懲役刑になるとも言われていた。この乱闘事件には多数の人間が関わっていたが、地元では超のつく有名人であるアイバーソンとその友人3名が乱闘には加わっていなかったにもかかわらず逮捕された。（乱闘に関わった約20名についてはこの時起訴されていない）。将来を嘱望された超スーパースターが逮捕されたこと、さらには人種差別を背景にアイバーソンを陥れる為に計画的にでっちあげられたかのようなこの事件はやがて全米の関心事となり、裁判がやり直され、約5ヶ月の服役後に州知事の恩赦により釈放されたが（1995年に無罪が確定）、既に彼に対して奨学金を申し出る大学は、バスケでもアメフトでも皆無だった。しかし、服役中に母親がジョージタウン大学バスケットボール部ヘッドコーチのジョン・トンプソンに受け入れを嘆願したことで、最終的には奨学金を得て同大学へ進学できることとなった。
ちなみに、服役中には多数のファンレターや現金、熱狂的な女性ファンから下着が送られてくるなど、アイバーソンの人気は衰えを知らなかった。また、白人の看守からは暴言が書かれたメモや「アイバーソン」と名前の書かれた人形と首吊り紐を渡されるなどのイジメを受けていたことを関係者が明らかにしている。

### 大学時代
大学では1年生時に年間最優秀守備選手賞と新人王を獲得し、2年生ではオールアメリカンに加え、引き続き最優秀守備選手に選出された。とにかくその才能はずば抜けており、2シーズンでの1試合平均23得点、2年生のシーズンにマークした年間124スティールはチーム記録である。大学2年の時点で、すでに世界最高のポイントガードと評されることもあった。また、1995年に福岡で行われたユニバーシアードにアメリカ代表として参加し金メダルを獲得した。
家が貧しく、妹が病気だったこともあり、家計を助けるために2年を終えた時点でのNBA入りを表明した。

## NBA

### フィラデルフィア・76ers
1996年のNBAドラフトでフィラデルフィア・76ersによって全体1位で指名された。史上最も身長が低いドラフト1位としても話題になった。

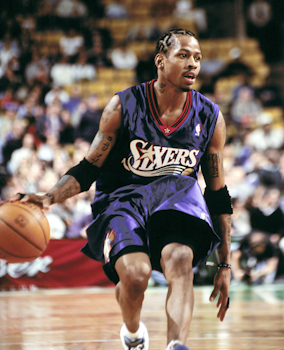
アイバーソンは1996年に全体1位で指名された。

1996-97シーズン、新人ながらリーグ6位の1試合平均23.5得点、同11位の7.5アシスト、同7位の2.07スティールを記録、新人記録となる5試合連続40得点の活躍などでルーキー・オブ・ザ・イヤー（新人王）、オールルーキー1stチームに選ばれた。アイバーソンの活躍によってシクサーズのチケットは飛ぶように売れた。ルーキーにもかかわらずマイケル・ジョーダンと真正面から1対1をしかけるなど、度胸の強さを見せ付けた。一方で「ジョーダンであっても尊敬しない」というコメントは物議を醸した（後に「コート上で尊敬の念を持ちすぎるのはよくない（気持ちで負けてしまう）。コートを離れれば尊敬している。」と釈明している）。
1997-98シーズンにラリー・ブラウンがヘッドコーチに就任し、平均得点は22点に落ちたものの、フィールドゴール成功率は向上し、チームも前年を上回る勝率を残した。
1998-99シーズン、ポイントガードからシューティングガードにコンバートされ、ポイントガードをエリック・スノウが担うことで、更に得点を量産するようになり、平均26.8得点を記録し初の得点王を獲得、得点王としてはNBA史上最も低い身長の選手である。オールNBA1stチームにも選ばれた。またプレイオフにも初めて出場。1回戦のオーランド・マジック戦では、第3戦にプレイオフ記録の10スティールを決めるなど活躍し、アップセットの原動力となった。チームはカンファレンスセミファイナルまでコマを進めた。
1999-2000シーズン、平均得点を28.4まで伸ばし、初のオールスター、オールNBA2ndチームに選出されるも、プレーオフでは2年連続でインディアナ・ペイサーズに歯が立たず、最後の試合終了後には悔し泣きする姿がみられた。

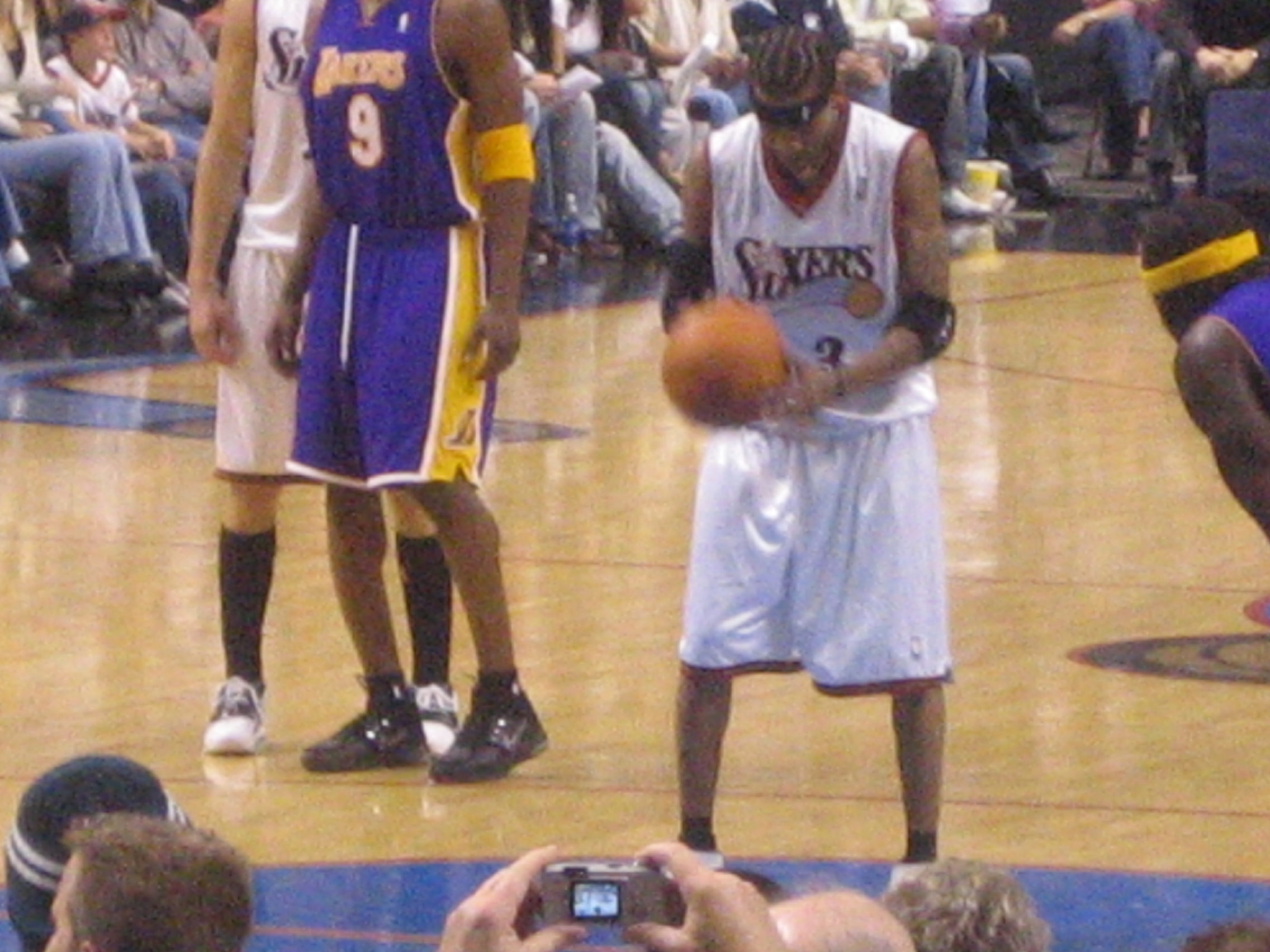
レイカーズ戦にてフリースローを試みるアイバーソン

2000-01シーズンはラリー・ブラウンの我慢強いコーチングによってチームプレーの大切さと集中力を切らさないメンタルケアによって心技体が安定し、平均31.1得点を記録して再びの得点王、そしてスティール王に輝き、加えてオールスターMVP、シーズンMVPも受賞するなど、まさに破竹の勢いであった。プレーオフに進んでも、2ndラウンド第2戦（対トロント・ラプターズ）でプレイオフのチーム記録となる54得点、第5戦でマイケル・ジョーダン以来の同一シリーズでの複数50得点超えとなる52得点を記録。カンファレンスファイナルでは大学時代からのライバル、レイ・アレンの率いるミルウォーキー・バックスと7戦までもつれる死闘を展開、第7戦では口内の流血を隠しながらプレーを続け（出血がある選手の出場は禁止されている）、第7戦における歴代4位タイとなる44得点を挙げて、チームを1983年以来のNBAファイナル進出に導いた。ロサンゼルス・レイカーズとのファイナルでは、第1戦、試合はオーバータイムまでもつれた末、マッチアップのティロン・ルーをクロスオーバードリブルで振り切って放ったジャンプシュートを決め勝負をモノにしたが、続く4試合を続けて落とし1勝4敗で敗退した。
2001-02シーズン、2年連続で得点王とスティール王となったが、チームはプレーオフ1回戦で敗退した。2002年2月に地元フィラデルフィアで行われたオールスターにはジュリアス・アービングが付けていた背番号「6」で出場した。
プレーオフでも平均得点30.0を記録するものの1回戦敗退。

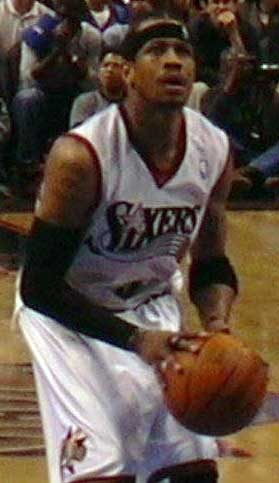
2003年のアイバーソン

2002-03シーズン、キャリア初となる82試合フル出場を果たし、3年連続スティール王となったが、チームはプレーオフ2回戦で敗退した。平均得点は27.6とし、プレーオフでは平均得点31.7と爆発するが敗退。
2003-04シーズン、肩や膝の怪我で34試合に欠場しフィールドゴール成功率は自己最低を記録した。チームはプレーオフ進出を逃した。
2004年オフ、アテネオリンピックに代表選手として出場したが、銅メダルに終わった。国際大会の参加には消極的な選手が多い中、強い参加意欲を示しているアイバーソンだが、今大会以降招集はされていない。
2004-05シーズン、ポイントガードに戻り自己最高の平均7.9アシストを記録すると共に、自身4度目となる得点王のタイトルを獲得。4度の得点王はジョージ・ガービンと並んで史上3位タイである（その上には、マイケル・ジョーダンとウィルト・チェンバレンしかいない）。

チームは第7シードでプレーオフに進出するが、デトロイト・ピストンズ相手に1勝しか出来ず敗退した。
2005-06シーズン、得点は自己最高の1試合平均33得点、7.4アシストと奮闘するも、チームが結果的に効果の薄いトレードを繰り返したこともあり、自身の活躍が勝敗に結びつかない状況となった。この年はプレーオフを逃した。しかしアイバーソンの個人成績としてはキャリア最高クラスの成績を残した。
アイバーソン個人としては華々しい成績を収めながらも、チーム成績は下降線を辿る一途のため、シクサーズは再建を図るためにチームの解体を余儀なくされていた。そしてついに2006年12月19日、アイバーソンはアンドレ・ミラー、ジョー・スミス、2つの2007年のドラフト1巡目指名権と引き換えに、イヴァン・マクファーリンと共にシクサーズからデンバー・ナゲッツへトレードされた。その時点でNBA得点ランキングで2位であったが数試合欠場した上での移籍となり、プロ入り以来10年以上在籍したチームに別れを告げた。

### デンバー・ナゲッツ

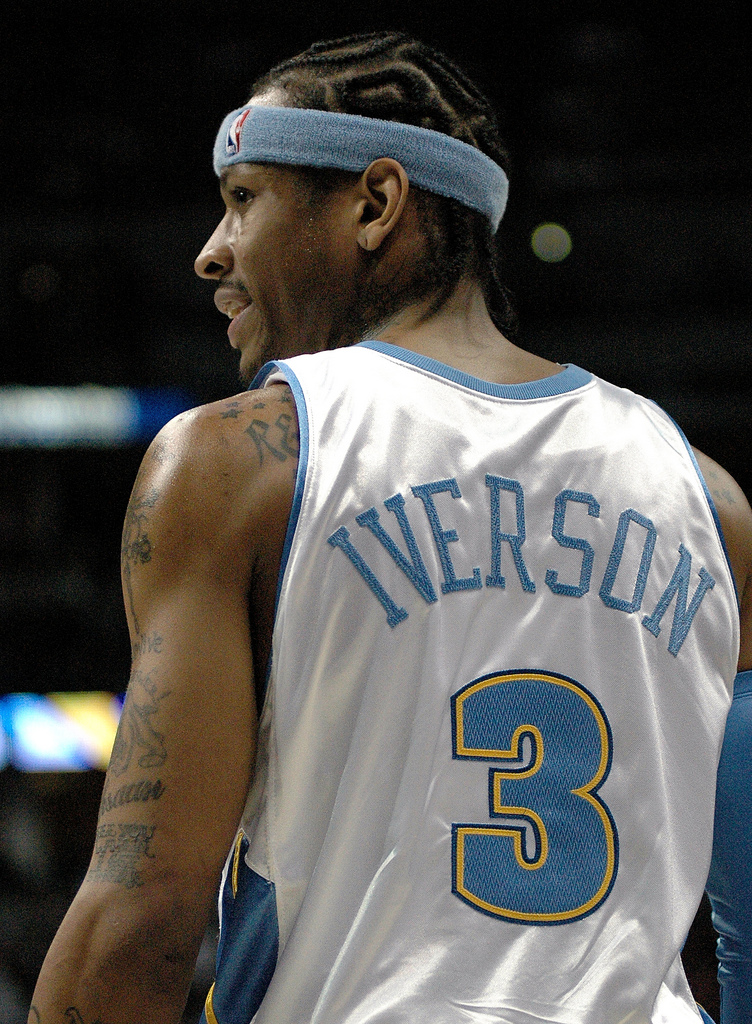
デンバー・ナゲッツ在籍時のアイバーソン

2006-07シーズン、ナゲッツに移籍してからの平均得点は24.8としたもののFG、3P成功率は向上しシクサーズ時代にみられたセルフィッシュなプレイは少なくなった。またナゲッツにはアイバーソンが移籍した当時、得点王ランキング1位だったカーメロ・アンソニーが所属しており、アイバーソンとアンソニーはリーグで最も強力なスコアリングデュオとして期待されるようになった。2007年1月23日には通算20,000得点を達成した。プレーオフには出場したがティム・ダンカン、トニー・パーカー、エマニュエル・ジノビリのビッグスリーを擁するサンアントニオ・スパーズに1勝4敗で敗れた。アイバーソンもFG36%、平均得点も22.8とシーズンの成績を下回る成績で不完全燃焼でシーズンを終えた。
2007-08シーズン、シーズン当初PGでプレイしていたもののアンソニー・カーターがPGについたこともあり、SGに戻された。以後は51得点するなどハイアベレージを記録するようになり、一時期は得点ランキングで2位までつけた。チームのエースはアンソニーだったが、主導権は徐々にアイバーソンが握るようになり、最終的には平均26.4得点を記録し、アンソニーを抑えてチームハイの成績を収めた。チームは50勝32敗の好成績を収めたが、シード権は第8シードとなり、1回戦で第1シードのレイカーズと対戦。スイープ負けを喫した。
翌2008-09シーズン、ナゲッツとの契約延長を希望するアイバーソンに対し、チームは開幕前から今シーズンで契約が切れるアイバーソンをトレードに売り込んでいた。そして、開幕わずか6日後の11月3日、チャンシー・ビラップス、アントニオ・マクダイスらとのトレードでデトロイト・ピストンズへ電撃移籍することが決まった。

### デトロイト・ピストンズ

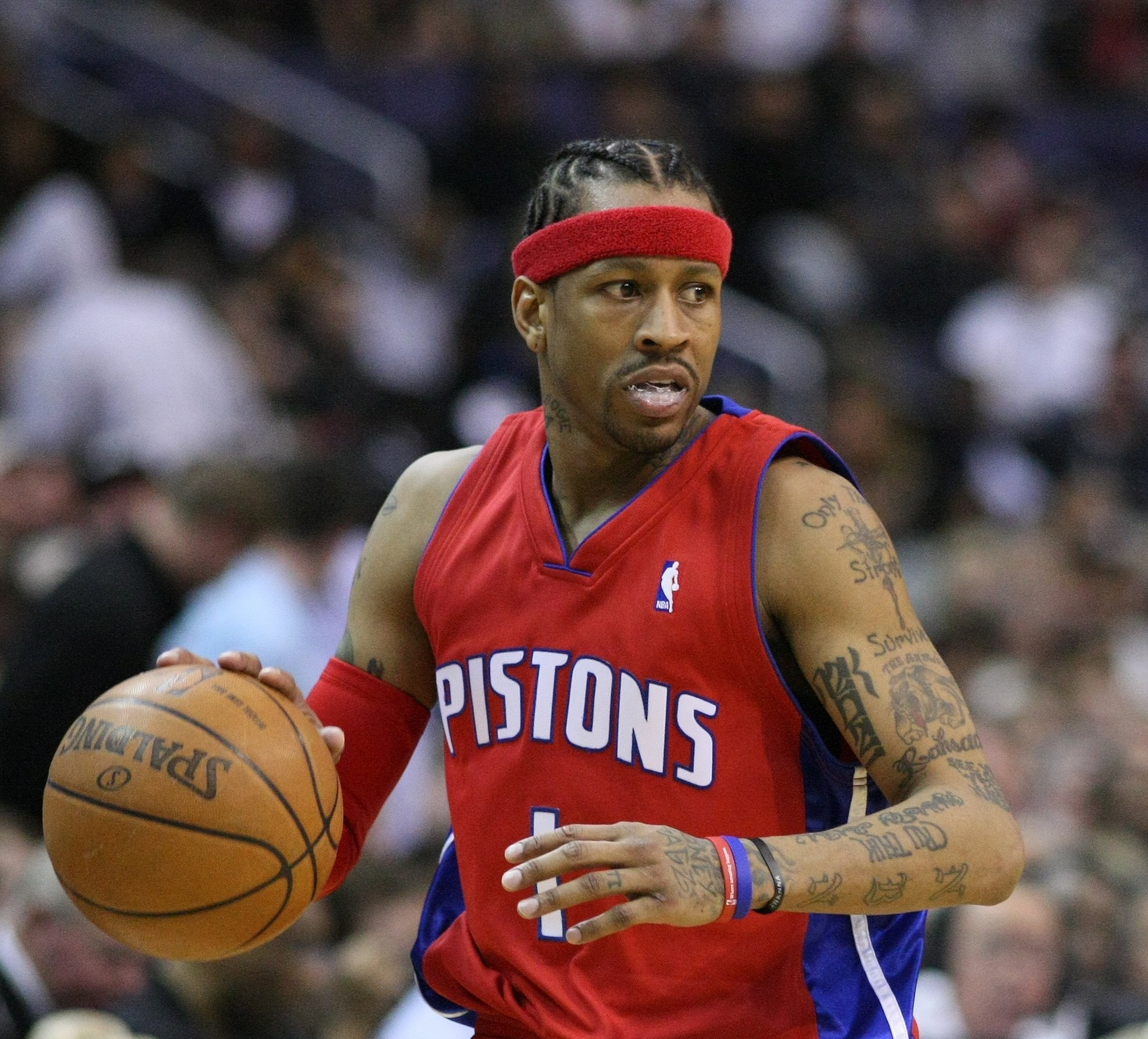
ピストンズ在籍時のアイバーソン

デンバーまでの背番号は「3」だったが、デトロイトにはすでに3番をつけているロドニー・スタッキーが居たため背番号を「1」にした。アイバーソン加入後、ピストンズは過去5年間で最も低い成績に低迷し「トレードは失敗であった」とメディアに評価されている。
2008-2009シーズンの試合中、腰を強打。これにより、アイバーソンはシーズン終了。
同年のプレーオフ、ピストンズはレブロン・ジェームズ率いるクリーブランド・キャバリアーズに敗退した。

### メンフィス・グリズリーズ
経済不況やスターターにこだわる姿勢などでなかなか次の契約先が見つからなかったが、2009年9月10日にメンフィス・グリズリーズと契約した。しかしシーズン開幕直後に「個人的な理由」でチームを離脱し、2009年11月16日に僅か3試合の出場で同チームを退団。
2009年11月25日、引退を表明。

### フィラデルフィア・76ersへの復帰

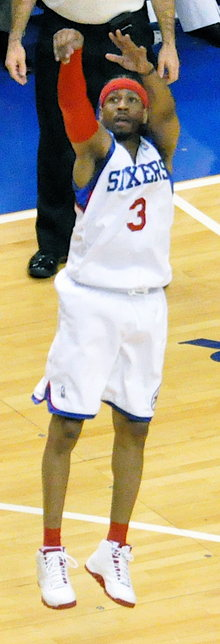
ジャンプショットを放つアイバーソン (2010年)

引退を表明してからおよそ1週間後の2009年11月30日、アイバーソンはかつての古巣76ersの代表者と会い、その2日後契約の正式なオファーを受け、2009年12月2日、引退表明を撤回し、古巣フィラデルフィア・76ersと1年契約を結んだ。契約会見を行ったアイバーソンは途中何度も流れる涙を白いハンカチで拭いながら「試合に出られないことは苦しかった。その事実にどう向き合えば良いのかわからなかった」とそれまでを振り返り、「このチームの勝利に貢献できたら自分は満足だ」と再び古巣で戦うことになった喜びを語った。しかし、アイバーソンにフィットしないチーム戦略や、プライベートの問題を抱えており、25試合の出場と、出場機会は限られていた。このシーズンのシーズンハイは、1月30日、ロサンゼルス・レイカーズとの対戦で記録した23得点、76ersでの最後の試合となった、2月21日のシカゴ・ブルズとの対戦では13得点を記録した。

### トルコリーグへ
シーズン終了後、76ersとの契約は更新されず、他のNBAチームからのオファーもなかった。10月29日にトルコリーグ1部のベシクタシュと400万ドル（約3億2400万円）の2年契約で基本合意。キャリア初のアメリカ以外のリーグでのプレーとなったが、2011年に退団した。

### 引退
2013年10月30日、正式に引退を表明した。

### 引退後
2014年3月1日、シクサーズはアイバーソンが在籍時に着用していた背番号「3」を永久欠番にすることを発表した。
2016年9月9日、ネイスミス・メモリアル・バスケットボール殿堂入りが正式に決定、その栄誉を称えられた。

## プレースタイル
183cmの身長ながら、216cmのシャキール・オニールと毎年得点王争いを繰り広げたポイントゲッターであった。76ersでは、ラリー・ブラウンが監督就任後、これまでのPGではなく、SGとして起用され、PGはエリック・スノウが担当することになり、スコリングに専念することで得点を大きく伸ばした。
彼の代名詞であるドリブル技、クロスオーバーは長いリーチを活かした振り幅と鋭さでディフェンダーを抜き去り、高い身体能力を活かしたフィニッシュ能力で得点を量産した。当時、まだ213cm以上あるビッグマンが試合を支配していた時代でありながら、体格差をものともしないプレースタイルでカリスマ的人気を博し、現代バスケにおける「スコアリングガード」の先駆者でもある。

## 個人成績

### NBA

#### レギュラーシーズン
| シーズン     | チーム       | GP  | GS  | MPG  | FG%  | 3P%   | FT%  | RPG | APG | SPG | BPG | PPG  |
| ------------ | ------------ | --- | --- | ---- | ---- | ----- | ---- | --- | --- | --- | --- | ---- |
| 1996–97      | PHI          | 76  | 74  | 40.1 | .418 | .341  | .702 | 4.1 | 7.5 | 2.1 | .3  | 23.5 |
| 1997–98      | PHI          | 80  | 80  | 39.4 | .461 | .298  | .729 | 3.7 | 6.2 | 2.2 | .3  | 22.0 |
| 1998–99      | PHI          | 48  | 48  | 41.5 | .412 | .291  | .751 | 4.9 | 4.6 | 2.3 | .1  | 26.8 |
| 1999–00      | PHI          | 70  | 70  | 40.8 | .421 | .341  | .713 | 3.8 | 4.7 | 2.1 | .1  | 28.4 |
| 2000–01      | PHI          | 71  | 71  | 42.0 | .420 | .320  | .814 | 3.8 | 4.6 | 2.5 | .3  | 31.1 |
| 2001–02      | PHI          | 60  | 59  | 43.7 | .398 | .291  | .812 | 4.5 | 5.5 | 2.8 | .2  | 31.4 |
| 2002–03      | PHI          | 82  | 82  | 42.5 | .414 | .277  | .774 | 4.2 | 5.5 | 2.7 | .2  | 27.6 |
| 2003–04      | PHI          | 48  | 47  | 42.5 | .387 | .286  | .745 | 3.7 | 6.8 | 2.4 | .1  | 26.4 |
| 2004–05      | PHI          | 75  | 75  | 42.3 | .424 | .308  | .835 | 4.0 | 7.9 | 2.4 | .1  | 30.7 |
| 2005–06      | PHI          | 72  | 72  | 43.1 | .447 | .323  | .814 | 3.2 | 7.4 | 1.9 | .1  | 33.0 |
| 2006–07      | PHI          | 15  | 15  | 42.7 | .413 | .226  | .885 | 2.7 | 7.3 | 2.2 | .1  | 31.2 |
| 2006–07      | DEN          | 50  | 49  | 42.4 | .454 | .347  | .759 | 3.0 | 7.2 | 1.8 | .2  | 24.8 |
| 2007–08      | DEN          | 82  | 82  | 41.8 | .458 | .345  | .809 | 3.0 | 7.1 | 2.0 | .1  | 26.4 |
| 2008–09      | DEN          | 3   | 3   | 41.0 | .450 | .250  | .720 | 2.7 | 6.7 | 1.0 | .3  | 18.7 |
| 2008–09      | DET          | 54  | 50  | 36.5 | .416 | .286  | .786 | 3.1 | 4.9 | 1.6 | .1  | 17.4 |
| 2009–10      | MEM          | 3   | 0   | 22.3 | .577 | 1.000 | .500 | 1.3 | 3.7 | .3  | .0  | 12.3 |
| 2009–10      | PHI          | 25  | 24  | 31.9 | .417 | .333  | .824 | 3.0 | 4.1 | .7  | .1  | 13.9 |
| 通算         | 通算         | 914 | 901 | 41.1 | .425 | .313  | .780 | 3.7 | 6.2 | 2.2 | .2  | 26.7 |
| オールスター | オールスター | 9   | 9   | 26.6 | .414 | .667  | .769 | 2.6 | 6.2 | 2.3 | .1  | 14.4 |

#### プレーオフ
| シーズン | チーム | GP | GS | MPG  | FG%  | 3P%  | FT%  | RPG | APG  | SPG | BPG | PPG  |
| -------- | ------ | -- | -- | ---- | ---- | ---- | ---- | --- | ---- | --- | --- | ---- |
| 1999     | PHI    | 8  | 8  | 44.8 | .411 | .283 | .712 | 4.1 | 4.9  | 2.5 | .3  | 28.5 |
| 2000     | PHI    | 10 | 10 | 44.4 | .384 | .308 | .739 | 4.0 | 4.5  | 1.2 | .1  | 26.2 |
| 2001     | PHI    | 22 | 22 | 46.2 | .389 | .338 | .774 | 4.7 | 6.1  | 2.4 | .3  | 32.9 |
| 2002     | PHI    | 5  | 5  | 41.8 | .381 | .333 | .810 | 3.6 | 4.2  | 2.6 | .0  | 30.0 |
| 2003     | PHI    | 12 | 12 | 46.4 | .416 | .345 | .737 | 4.3 | 7.4  | 2.4 | .1  | 31.7 |
| 2005     | PHI    | 5  | 5  | 47.6 | .468 | .414 | .897 | 2.2 | 10.0 | 2.0 | .4  | 31.2 |
| 2007     | DEN    | 5  | 5  | 44.6 | .368 | .294 | .806 | .6  | 5.8  | 1.4 | .0  | 22.8 |
| 2008     | DEN    | 4  | 4  | 39.5 | .434 | .214 | .697 | 3.0 | 4.5  | 1.0 | .3  | 24.5 |
| 通算     | 通算   | 71 | 71 | 45.1 | .401 | .327 | .764 | 3.8 | 6.0  | 2.1 | .2  | 29.7 |

### カレッジ
| シーズン | チーム         | GP | GS | MPG  | FG%  | 3P%  | FT%  | RPG | APG | SPG | BPG | PPG  |
| -------- | -------------- | -- | -- | ---- | ---- | ---- | ---- | --- | --- | --- | --- | ---- |
| 1994-95  | ジョージタウン | 30 | 29 | 32.2 | .390 | .232 | .688 | 3.3 | 4.5 | 3.0 | .2  | 20.4 |
| 1995-96  | ジョージタウン | 37 | 37 | 32.8 | .480 | .366 | .678 | 3.8 | 4.7 | 3.4 | .4  | 25.0 |
| 通算     | 通算           | 67 | 66 | 32.5 | .440 | .299 | .638 | 3.6 | 4.6 | 3.2 | .3  | 23.0 |

## 受賞・記録
NBA
- シーズンMVP (2001)
- 11× オールスター選出 (2000-2010)
- 2× オールスターゲームMVP (2001, 2005)
- 3× オールNBAファーストチーム (1999, 2001, 2005)
- 3× オールNBAセカンドチーム (2000, 2002, 2003)
- オールNBAサードチーム (2006)
- 新人王 (1997)
- NBAオールルーキー・ファーストチーム (1997)
- 4× 得点王 (1999, 2001, 2002, 2005)
- 3× スティール王 (2001, 2002, 2003)
- オールスター・ルーキーチャレンジMVP (1997)
- NBA75周年記念チーム

カレッジ
- オールアメリカン・コンセンサスファーストチーム (1996)
- オールBig Eastファーストチーム (1996)
- オールBig Eastセカンドチーム (1995)
- 2× Big East年間最優秀守備選手賞 (1995, 1996)
- Big East新人王 (1995)

ハイスクール
- パレード誌オールアメリカン・ファーストチーム (1993)

## その他
- アレン・アイヴァーソンと表記されることもある。
- プレイオフでは2006-07シーズンまでで30勝35敗と負け越している。カンファレンスファイナルに進出したのもNBAファイナルに進出した2001年の1回きりと、イースタンカンファレンスのライバルチームに勝利できないでいる。
- 2003年にスラムマガジン[28]で、歴代トップ75プレーヤーの中で第53位にランクされた。
- 腕、首、脚など身体中に数多くのタトゥーを施している。
- NBAデビュー時には坊主頭だったが、1996-97シーズンのルーキーゲームに出場する際に、コーンロウに髪型を変えている。
- 様々なカラーのヘッドバンド、腕全体をサポートするシューティングスリーブ、自身の背番号「3」が刺繍されたフィンガーサポーター、「THE ANSWER」などの刺繍が施されたリストバンド、「W.W.J.D」[29]などが記されているシリコンバンドなどを身に付けて試合に臨んでいた。若手選手のファッションに多大な影響を与えた。
- アイバーソンは10代の頃から様々な事件に関与したと報道された。家族でのパーティの最中に妻を銃で脅したこともある。
- バスケットボール以外では、ラッパーとして活動しているが、最初のアルバムは過激な歌詞を含んでいることが地元のフィラデルフィアで問題になり、自主的に発売を見合わせた。
- 数々の問題行動で波紋を呼ぶアイバーソンだが、近年は精神的に安定感が増し、後輩にアドバイスを送ったり、仲間への感謝の念を述べたりするなど、プレイスタイル同様に洗練され、評価が高まった。
- アメリカの大手スポーツ用品メーカー、リーボックと契約している。「QUESTION」やニックネームの「ANSWER」などの名前を冠したブランドシューズやグッズが数多く発売されている。「A.I.」、「I3」などのニックネームがシューズに記されている場合もある。
- 高校-大学時代はナイキのシューズを愛用。AIR JORDAN11を使用していたこともあった。NBA入団時、アイバーソンはナイキと契約したかったが、ナイキからのオファーが無かったため、リーボックと契約した。
- NBAの公表身長は183cmであるが、「実際はもっと低いのでは」とよく言われる。実際にアイバーソンに会って並んだことがある、NHKバスケットボール解説の塚本清彦はことあるごとに「実際は180cmもない」と述べている。実際の身長に関しては諸説あるが、シューズを履いた状態で180cm以上である。
- 体重に関しても諸説があり、掲載される情報媒体で様々である。多くは74kg-82kgである。
- 2000年に、オールスター戦前夜の3Pシュートコンテストに出場したが、1回戦で敗退した。
- 母親のアン・アイバーソンは、シクサーズでチームメイトだったリック・マホーンと同級生だった。
- シューズサイズはUS11、日本表記で29.0cmである[注 1]。
- 身長に対して手が大きく、腕も長い。ウイングスパンは190cmをオーバーしている。
- NBA入団時の測定によると、垂直跳びは約104cmである。
- ディーラーにコインなどを投げつけるなど素行不良でデトロイトの2つのカジノで出入り禁止になっている。
- NBA選手の御多分に漏れず浪費も激しく、15年間のプロ生活で1億5500万ドル近くを稼いだにもかかわらず、ストリップに行くたびに3万ドルから4万ドルを使う、車や宝石、プライベートジェットでの旅行に金をかけるなどをしており、現役時代の収入はすべて蕩尽している。また、2013年までに120万ドルの住宅ローンを滞納し、自宅を差し押さえられている。ただ、リーボックとの生涯スポンサー契約により、3,200万ドルを2030年までに確実に受け取ることができる[30]。